# House Party (film)
House Party è un film del 1990 diretto da Reginald Hudlin.

## Trama
Il film inizia con dei ragazzi che ballano all'interno di una casa con una musica a volume talmente alto da far letteralmente esplodere il tetto.
Nella caffetteria del liceo, Peter, noto anche come "Play", annuncia ai suoi amici Christopher "Kid" Robinson, Jr. e Bilal che la sera stessa farà una festa a casa sua, approfittando del fatto che i suoi genitori sono in vacanza: Bilal, seppur riluttante, sarà il DJ della serata. In seguito Kid è coinvolto in un alterco con il bullo della scuola Stab e i suoi due fratelli Pee-Wee e Zilla. Quando Kid torna a casa, cerca di convincere suo padre "Pop" a lasciarlo andare alla festa. All'inizio, Pop si arrende, ma quando giunge una nota della scuola che lo informa della rissa, proibisce a Kid di andare alla festa. Kid non vuole perdersi la festa dell'anno a nessun costo e così cerca di scappare di casa mentre Pop sta dormendo davanti alla TV guardando Dolemite - ma il rumore della porta che si chiude lo svelgia. Sulla strada per la festa Kid incontra Stab ed i suoi fratelli e per sfuggire salta sopra una recinzione dove un uomo grasso, Roughouse, sta facendo sesso con la sua signora. Roughhouse apre il fuoco su Kid e sui tre bulli. Nella sua fuga per schivare i colpi, Kid finisce in una vicina riunione della confraternita "Sigma Alpha Delta". Interrotta la riunione Kid si mette alla consolle a scratchare ed a mixare alcuni dei vecchi dischi di doo wop in modo da poter animare la festa, finché non arrivano Stab e gli altri. Cercando di scappare da Stab, Kid accidentalmente abbatte un uomo anziano: Kid ed i bulli vengono catturati dalla polizia di quartiere, che umilia i quattro adolescenti prima di lasciarli andare.
La festa è nel suo vivo quando finalmente Kid riesce ad arrivare. Kid e Play partecipano ad una gara di ballo con le attraenti Sydney e Sharane; in seguito c'è una competizione di freestyle. Stab ei suoi amici tentano di interrompere la festa ma vengono arrestati una seconda volta dai poliziotti, che si dilettano all'idea di picchiarli. Alla fine arriva anche il padre di Kid, che si fa strada alla festa chiedendo di sapere dov'è suo figlio (che ha accompagnato Sharane al piano di sopra a prendere il suo cappotto). Non trovandolo, Pop giura di aspettarlo a casa. Play interrompe la festa perché qualcuno durante la festa ha rotto il bagno di casa. Nonostante Kid e Sydney si guardino l'un l'altra, Sharane decide di flirtare apertamente con Kid, con grande disappunto di Sydney. I tre lasciano presto la festa, ma quando Kid cerca di farsi avanti con Sharane lei lo respinge. Kid riaccompagna a casa Sydney e dopo una breve discussione i due finalmente si calmano.
Sydney permette a Kid di intrufolarsi a casa sua casa: i due sono sul punto di fare sesso nella camera di Sydney quando lei lo ferma, volendo sapere se lei è solo la sua seconda scelta. Kid ammette che Sydney è sempre stata la sua prima scelta, ma i due comunque non riescono a combinano nulla quando scoprono che l'unico preservativo che ha Kid è troppo vecchio per essere usato. Quando i genitori di Sydney tornano a casa (erano tra i partecipanti della reunion studentesca e l'uomo era quello travolto da Kid nella sua fuga) Sydney aiuta frettolosamente Kid ad uscire di casa. Kid ha un altro alterco con Stab e i suoi fratelli e finiscono tutti in prigione. Kid intrattiene il resto degli uomini nella cella facendo del rap, guadagnando tempo fino a che Play, Sharane, Bilal e Sydney arrivano con abbastanza soldi per pagare la cauzione. Più tardi i cinque amici si salutano e Kid e Sydney si danno un lungo bacio appassionato. Dopo che Play e Bilal se ne sono andati, Kid si intrufola in casa e si spoglia per andare a letto. Mentre sta per coricarsi, alza lo sguardo e si vede suo padre Pop che tiene in mano una cintura: partono i titoli di coda mentre si sente Pop che picchia Kid (e Kid che guaisce con ogni colpo).
Durante i titoli di coda viene ripresa la scena iniziale dell'esplosione del tetto, che vola via e finisce per atterrare sui poliziotti.

## Produzione
Il film, di genere commedia, è stato prodotto prodotta dalla New Line Cinema. È stato scritto e diretto da Reginald Hudlin, basandosi su un suo film studentesco premiato alla Harvard University.
Tra i protagonisti figurano Kid e Play del duo hip hop Kid 'n Play, Paul Anthony, Bow-Legged Lou e B-Fine dei Full Force, nonché Robin Harris (che morì per un attacco cardiaco nove giorni dopo l'uscita del film). Nel film compaiono anche Martin Lawrence, Tisha Campbell, A.J. Johnson, Daryl "Chill" Mitchell e Gene "Groove" Allen (dei Groove B. Chill), Kelly Jo Minter, John Witherspoon e, in un cameo, il musicista funk George Clinton. 
Il ruolo di protagonista era stato originariamente scritto per DJ Jazzy Jeff & the Fresh Prince.

## Accoglienza
Il film ha incassato 26.385.627 dollari, divenendo in seguito un fenomeno di culto.
Nel 2022 è stato selezionato per la conservazione nel National Film Registry degli Stati Uniti dalla Biblioteca del Congresso come "culturalmente, storicamente o esteticamente significativo".